# Centennial Park (Sydney)
Centennial Park är en park i Australien. Den ligger i delstaten New South Wales, i den sydöstra delen av landet, nära delstatshuvudstaden Sydney. Arean är 2,2 kvadratkilometer.
Trakten är tätbefolkad. Närmaste större samhälle är Sydney, nära Centennial Park. 
Runt Centennial Park är det i huvudsak tätbebyggt. Genomsnittlig årsnederbörd är 1 380 millimeter. Den regnigaste månaden är februari, med i genomsnitt 200 mm nederbörd, och den torraste är juli, med 36 mm nederbörd.